# Gorka García Zubikarai
Gorka García Zubikarai (Antzuola, 8 de febrer de 1975) és un exfutbolista professional basc, que ocupava la posició de migcampista.

## Trajectòria
Després de militar en els modestos SD Llodio i Amurrio Club, a l'estiu de 1999 recala a la SD Eibar, amb qui debuta a la Segona Divisió. Eixe any el migcampista qualla una gran temporada, amb 41 partits i dos gols. Aquestes xifres li valen que el Llevant UE l'hi incorpore al seu planter.
Al quadre valencià, el migcampista milita dues temporades tot sumant 63 partits com granota, destacant sobretot a la primera. El 2002 deixa el Llevant i marxa al Córdoba CF, amb qui signa una altra bona temporada.
Tota aquesta regularitat possibiliten el fitxatge per part del CA Osasuna la temporada 03/04. Eixa campanya el basc debuta a la màxima categoria, però només hi apareix en deu partits. Aquesta mala temporada suposa un canvi d'inflexió en la carrera de Gorka García, que no recuperaria la titularitat ni en el seu retorn al Córdoba CF (04/05), ni posteriorment a la Lorca Deportiva (05/07). L'estiu del 2007 recala a la Cultural Leonesa, de Segona Divisió B.